# Festivaly Reading a Leeds
Festivaly Reading a Leeds je dvojice každoročních hudebních festivalů, které se konají v anglickém Readingu a Leedsu. Oba trvají tři dny (pátek, sobota, neděle) a konají se souběžně se stejným programem. Festival v Readingu je pořádán již od roku 1971 a řadí se mezi nejvýznamnější hudební festivaly vůbec. Leeds se připojil až v roce 1999. Na obou festivalech se lze setkat s různými hudebními styly. Vystupovalo zde velké množství různých hudebníků a hudebních skupin, k nejznámějším patří např. Nirvana, Queens of the Stone Age, Iron Maiden, Muse, Guns N' Roses, Linkin Park, Metallica, Green Day, Oasis, Foo Fighters nebo rappeři 50 Cent a Eminem.
Oba festivaly pořádá agentura Festival Republic, v letech 1998–2007 se konaly s podtitulem „Carling Weekend“ (hlavní sponzor). Přesná lokace Leeds festivalu je Bramham Park, Reading najdete na farmě na Richfield Avenue v centru Readingu. V roce 2008 byl Reading i Leeds vyprodán. 200 000 lístků na oba festivaly zmizelo za méně než 24 hodin. Na festivalech se nacházejí následující scény:
- Main stage
- NME/Radio 1 stage
- Festival Republic stage
- Radio 1 Lock Up Stage
- Dance stage
- Alternative stage
- BBC Introducing stage